# 김웅권
김웅권(金雄權, 1897년 6월 16일 ~ 1961년 2월 25일)은 대한민국의 정치인으로, 제헌 국회의원을 지냈다.
본관은 나주(羅州), 호(號)는 석천(石泉)이다. 경기도 파주에서 출생한 그는 중화민국 장쑤 성 상하이 후장 대학교(滬江大學校)를 나왔다.

## 역대 선거 결과
| 실시년도 | 선거   | 대수 | 직책     | 선거구      | 정당   | 득표수   | 득표율          | 순위 | 당락 | 비고 |
| -------- | ------ | ---- | -------- | ----------- | ------ | -------- | --------------- | ---- | ---- | ---- |
| 1948년   | 총선   | 1대  | 국회의원 | 경기 파주군 | 무소속 | 15,059표 | \| \| 40.67% \| | 1위  |      | 초선 |
|          | 40.67% |      |          |             |        |          |                 |      |      |      |

## 참고 문헌
- 《대한민국 의정총람》, 국회의원총람발간위원회, 1994년